# Michel Ferreira
Michel de Carli Ferreira (Caxias do Sul, 28 de outubro de 1989) é um canoísta brasileiro. Integrou a delegação nacional que disputou os Jogos Pan-Americanos de 2011, em Guadalajara, no México. Foi campeão nos Jogos Sul-Americanos de Medellin, em 2010.